# Delacău, Anenii Noi
Delacău este un sat din raionul Anenii Noi, Republica Moldova. A fost atestat documentar pentru prima oară în 1455 cu numele de Bilacău.

## Istorie
Satul Delacău este menționat documentar pentru prima dată în anul 1455, cu denumirea Bileacou:
„Cu mila lui Dumnezeu, noi Petru voievod, domn al Țării Moldovei, facem cunoscut cu această carte a noastră tuturor, cari vor căuta la dânsa sau o vor auzi citindu-se, că acest adevărat credincios al nostru și preacinstit boier, pan Mihail logofătul, a slujit mai înainte sfântrăposaților părinților noștri drept și credincios, iar astăzi slujește nouă drept și credincios. De aceia, noi văzându-i cu dreaptă și credincioasă slujbă către noi, l-am miluit cu osebita noastră milă și i-am dat și i-am întărit drept credincioasa lui vislujenie, satele, anume Curtea lui pe Siret, ce a fost a lui Neagoe, și Părtănoșii și la gura Pobratei, unde este jude Cârstea și Danciul, amândouă judeciile, și Heaciul și Valea Seacă, ce și l-a cumpărat dela verii lui Neagoe, și la Răut, Procopeni cu moară și Izbișcea, unde este Danilo și Budul, și prisaca lui la Nistru, anume a lui Bileacou, cu gârla și iezer și cu tot venitul lui și la graniță, sub Sneatin, Gavrilăuți și mai jos de acesta Ivancăuți și, ce l-a cumpărat dela Manea Globnicul și dela copiii lui, și la Nistru, anume Rășcouți, ce l-a cumpărat dela Mândrea Jumătate. Toate aceste mai sus scrise să-i fie lui dela noi uric și cu tot venitul, lui și copiilor lui și fraților lui și nepoților Iui și strănepoților Iui și răstrănepoților lui și întregului neam al lui, cine va fi mai deaproape, nestricat niciodată, în veci.

...

Iar pentru mai mare întăritură acestei toate mai sus scrise, am poruncit credinciosului nostru pan, Petru logofăt, să scrie și să atârne pecetea noastră la această carte a noastră.

A scris Dobrul, în Suceava, în anul 6963 <1455>, luna iulie, 2 zile.”

## Demografie
Structură etnică
     moldoveni (96,47%)
     ucraineni (0,27%)
     ruși (0,8%)
     găgăuzi (0,04%)
     bulgari (0,09%)
     români (2,05%)
     alte etnii / nedeclarată (0,28%)
Conform datelor recensământului din 2004, populația localității este de 2.240 locuitori, dintre care 1.106 (49,38%) bărbați și 1.134 (50,63%) femei. Structura etnică a populației în cadrul localității arată astfel:
- moldoveni — 2.161;
- ucraineni — 6;
- ruși — 18;
- găgăuzi — 1;
- bulgari — 2;
- români — 46;
- altele / nedeclarată — 6.

## Administrație și politică
Componența Consiliului local Delacău (11 consilieri), ales la 5 noiembrie 2023, este următoarea:
|  | Partid                                | Consilieri | Componență | Componență | Componență | Componență | Componență | Componență | Componență | Componență |
|  | ------------------------------------- | ---------- | ---------- | ---------- | ---------- | ---------- | ---------- | ---------- | ---------- | ---------- |
|  | Partidul Liberal Democrat din Moldova | 8          |            |            |            |            |            |            |            |            |
|  | Partidul Acțiune și Solidaritate      | 3          |            |            |            |            |            |            |            |            |

## Personalități

### Născuți în Delacău
- Emelian Melenciuc (1871 – 1917), politician țarist, deputat în Duma de Stat al celei de-a II-a convocări din partea Basarabiei;
- Ion Chirtoacă (n. 1995), actor de stand-up comedie;
- Claudia Chiper (n. 1995), fotbalistă.